# Condado de Suffolk (Massachusetts)
O Condado de Suffolk (em inglês:  Suffolk County) é um dos 14 condados do estado norte-americano de Massachusetts. A sede e maior cidade do condado é Boston. Foi fundado em 10 de maio de 1643.
O condado possui uma área de 311 km², dos quais 151 km² estão cobertos por terra e 161 km² por água, uma população de 722 023 habitantes, e uma densidade populacional de 4 794,1 hab/km² (segundo o censo nacional de 2010). É o quarto condado mais populoso de Massachusetts.